# Карнаухов Олександр
Олександр Карнаухов (27 лютого 1951) — радянський хокеїст, нападник.

## Біографічні відомості
Вихованець московського ЦСКА. Виступав за СКА (Калінін), «Крила Рад» (Москва), «Спартак» (Ташкент) і «Сокіл» (Київ), У вищій лізі провів 5 матчів.

## Статистика
| Сезон   | Клуб                 | Ліга   | І  | Г  | П | О  | ШХ |
| ------- | -------------------- | ------ | -- | -- | - | -- | -- |
| 1970-71 | СКА (Калінін)        | СРСР-3 | -  | 7  | - | -  | -  |
| 1971-72 | «Крила Рад» (Москва) | СРСР   | 5  | 0  | 0 | 0  | 0  |
| 1972-73 | «Спартак» (Ташкент)  | СРСР-3 | -  | 22 | - | -  | -  |
| 1974-75 | «Сокіл» (Київ)       | СРСР-2 | 45 | 14 | 4 | 18 | 44 |